# Benoît Gschwind
Benoît Gschwind A.A. (ur. 30 września 1963 w Bazylei) – francuski duchowny rzymskokatolicki, augustianin Wniebowzięcia Najświętszej Maryi Panny, biskup diecezjalny  Pamiers od 2023.  

## Życiorys

### Życie zakonne i prezbiterat
7 września 1985 złożył pierwsze śluby zakonne u augustianów Wniebowzięcia Najświętszej Maryi Panny. Święcenia kapłańskie otrzymał 9 lutego 1991. Ukończył studia specjalistyczne na Université de Strasbourg II i Institut Catholique de Paris uzyskując tytuły licencjata teologii. Od 1991 do 2011 pełnił liczne funkcje w instytucjach diecezjalnych, był też krajowym kapelanem francuskich skautów.
W latach 2011–2017 był przełożonym prowincjalnym swojego zgromadzenia zakonnego we Francji i Europie. Od 2017 pracował jako proboszcz parafii Saint-Augustin de l’Aqueduc w Montpellier. 

### Episkopat
28 października 2023 papież Franciszek prekonizował go biskupem diecezjalnym diecezji Pamiers. 
26 listopada 2023 otrzymał sakrę w Katedrze św Maurycego w Mirepoix. Udzielił mu jej biskup Guy de Kérimel. Jako dewizę biskupią przyjął słowa Que ton règne vienne.   